# Domokos János Antal
Domokos János Antal (Szekszárd, 1982. május 7.) trombitaművész-tanár, karmester, zeneszerző, szövegíró, közoktatási vezető, szakvizsgázott pedagógus.
Székely családban született, amely mindig büszke volt zenei hagyományaira. A család már az 1700-as évek óta jegyzi őseit, akik közül több híres zenész került ki a mai napig, akik még a népdalgyűjtők munkájában is tevékenyen részt vettek.[forrás?]

## Tanulmányai
Ének-zene tagozatos általános iskolai tanulmányok mellett a szekszárdi Liszt Ferenc Zeneiskolában alapfokon trombitát tanult, majd tanárai ösztönzésére a zenét választotta hivatásául. A szakiskolás évek alatt több kamaraegyüttest alapított, amellyel főként saját kompozíciókat játszottak. 
Egyetemi előadó- és alkotó-művésztanári tanulmányait a Liszt Ferenc Zeneakadémia Kihelyezett Tagozata Debreceni Egyetem Konzervatóriuma Trombitaművész-tanár, Kamaraművész, Karmester szakirányon Fúvószenekari Karnagy, valamint a Debreceni Egyetem Közoktatási vezető és Szakvizsgázott pedagógus szakának hallgatójaként végezte el. 
2006-ban okleveles Trombitaművész-tanár diplomát, 2008-ban karmester szakon, okleveles fúvószenekari karnagy diplomát, 2015-ben Közoktatási vezető és Szakvizsgázott pedagógus diplomákat szerzett. 

## Tevékenysége

### Fellépések
2003-ban a szegedi országos egyetemi trombitaversenyen különdíjat a saját kompozíció művészi előadásáért, 2004-ben harmadik, 2005-ben a debreceni nemzetközi trombitaversenyen második helyezést ért el.[forrás?] 2015-ben a Debreceni Jazznapok keretében JAZZ MASS (Jazz Mise) című művét négy helyi professzionális együttes ősbemutató-előadásában közösen mutatták be a szerző vezetésével.

### Zeneszerzői tevékenység
Egyetemi évei alatt számos felkérést kapott zeneművek komponálására és minden évben több művét mutatták be ősbemutató keretében.[forrás?] A régió több amatőr, profi együttesétől és előadóművészétől kap rendszeres felkérést új darabok komponálására és egyedi hangszerelések készítésére. Emellett saját zenekarait (Jazz Five, Blue Small Band, Funk on Jam, stb.) és tanítványait is folyamatosan ellátja új darabokkal és hangszerelésekkel, saját profi együtteseit és növendékei zenekarát vezetve fel tudja készíteni a felnövekvő generációkat a kortárs zene befogadására és szeretetére.

### Tehetséggondozás
Alkotó- és előadóművész-tanárként elhivatott fejlesztője Debrecen és környéke, valamint a régió művészeti nevelés fejlesztésének, amelynek keretében Művészi Zene Kör nevű tehetséggondozó egyesületével minden tanévben több ezer tanulónak és rengeteg intézménynek[forrás?] segítenek a művészeti nevelési programjukkal.

## Kompozíciók (1996–2016)

### Fúvósszólóművek
- Pentatony Trumpet method – Pentatónia trombitaiskola (1996)
- Legend for solo Trombone (1998)
- Ten Concertetudes for solo Trumpet (2001)
- Method Duets and Concert Etudes for Trumpet (2005)
- Method Duets and Concert Etudes for Alto Recorder (2015)

### Fúvósművek kísérettel
- Baroque Concerto for two Trumpets and Strings (1996)
- Fantasie for Horn and Orchestra No.1 (1996)
- Grandioso Variations- ten Variations for Trumpet and Orchestra (1996)
- Improvisative for Trumpet and Piano (1996)
- Melancolie for Trumpet and Piano (1996)
- Song and Menuet for Trumpet and Piano (1996)
- Ten variations for Trumpet and Orchestra (1996)
- Time for Trumpet and Piano (1996)
- Andantino and Lento for Trumpet and Piano (1997)
- Candellight for Trumpet and Piano (1997)
- Dream aboute love song for Bb-Trumpet and Piano (1997)
- Dreams – Concertpiece for Trumpet and Piano (1997)
- Fantasie for Tuba and Piano No.1 (1997)
- Fantasie for Tuba and Piano No.2 (1997)
- Fantasie for Trumpet and Piano (1997)
- Fantasie for Clarinet and Piano (1997)
- Fireworks for Flute and Piano (1997)
- Largo and Presto for Trumpet and Piano (1997)
- Modern Concertetude for C-Trumpet and Piano (1997)
- Pictures from the Sky for Trumpet, Piano and Strings (1997)
- Sonate for Trombone and Piano No.1 (1997)
- Sonate in C-Major for Bb-Trumpet and Piano (1997)
- Six songs for Trumpet and Piano (1997-1998)
- Tubaflex for Tuba and Piano (1997)
- Fantasie for Tuba and Piano No.3 (1998)
- Improvisative for Contrabass and Piano (1998)
- Sonate for Tuba and Piano (1998)
- Sonate for Trombone and Piano No.2 (1998)
- Sonate for Trumpet and Piano No.1 (1998)
- Sonate for Trumpet and Piano No.2 (1998)
- Sonate for Trumpet and Piano No.3 (1999)
- Sonate for Trumpet and Piano No.4 (1999)
- Sonate for Trumpet and Piano No.5 (1999)
- Sunday Drive for Flute and Piano (1999)
- The Barbarian Brothers for Trumpet and Piano (1999)
- Christmas Blues for Trumpet and Piano (1999)
- Concerto for Tuba and Strings (1999)
- Concerto for two Piccolotrumpets and Strings (1999)
- Concerto for Trombone and Piano No.1 (2000)
- Fantasie for Horn and Orchestra No.2 (2000)
- Happy Concert piece for Bb-Trumpet and Piano (2000)
- Hej tulipán hungarian folksong variatione for Bb-Trumpet and Piano (2000)
- Trumpet Concerto No.1 (2000)
- Sonate for Flute and Piano (2001)
- Trumpet Concerto No.2 (2002)
- Sonate for Trumpet and Organ (2002)
- Clarinet Concerto No.1 for Clarinet and Piano (2003)
- Concerto for Trombone and Piano No.2 (2003)
- Sonatine for Cornet and Piano (2003)
- Sonate for Trumpet and Piano No.6 (2004)
- Trumpet Concerto No.3 (2004)
- Sonatine for Clarinet and Piano (2005) – for young player
- Sonata for Clarinet and Piano (2005) – for Children
- Sonate for Flute, Strings and Piano (2006)
- Concerto for Basson, Piano and small Drumkit (2007)
- Concerto for Piccolotrumpet and Piano (2007)
- Sonata for Recorder and Piano (2010) – for Children
- Concerto for Piccolotrumpet, Strings and Piano No 2 (2012)
- Concerto for Treble Recorder, Strings and Piano (2012)
- Sonata for Saxophone and Piano (2013) – for young player
- Sonata for Recorder and Piano (2013) – for young player
- Semiotic Sonata for Recorder and Synthesizer (2015) Készült a Nemzeti Kulturális Alap (NKA) támogatásával.

### Kamarazene
- Animality for Brass Quintet (1996)
- Bigpartytour for Brass Ensemble (1996)
- Fanfare for Brass Ensemble No.1 (1996)
- Fanfare for Trumpets (1996)
- Fantasie for five Trumpets (1996)
- Harmonie for two Trumpets (1996)
- Improvisative for Brass Quintet (1996)
- Trio in three Pieces for Trumpet and two Trombones (1996)
- Balkan dance for Woodwind Quintet (1997)
- Classic blues for Trumpet and Trombone (1997)
- Fanfare and Free for Trumpet Ensemble (1997)
- Jazz forever for Trumpet and Tuba (1997)
- Seven little Pictures to frame for Trumpet, Trombone and Piano (1997)
- Snailhouse for Brass Sextet (1997)
- Blues forever for Trumpet and Trombone (1998)
- Duets for Flutes (1998)
- Duets for two Trumpets (1998)
- Duets for C- Trumpet and Trombone – Prometheus serie (1998)
- Fanfare and Blues for Brass Ensemble (1998)
- Small brass piece for Brass Quintet (1998)
- Woodwind trio (1998)
- Allegro Quintetto for Brass Quintet (1999)
- Christmas Fanfare for five Trumpets No.1 (1999)
- Christmas Fanfare for Brass Quintet No.2 (1999)
- Concerto for Brass Ensemble (1999)
- Dissonant Brass Quintet (1999)
- Fanfare for two Trumpets (1999)
- Fanfare for Brass Ensemble No.2 (1999)
- Modern Trio for two Trumpets and Trombone (1999)
- Brass Quintet for today (2000)
- Duet for Flute and Trumpet (2000)
- Fantasie for String Quartet (2000)
- Gaudeamus free for Trumpet trio (2000)
- Rhapsody for three Trumpets (2000)
- Concert Overture No.1 for Brass Ensemble (2001)
- Concert Overture No.2 for Brass Ensemble (2002)
- Clarinet Quartet No.1 (2003)
- Concert Overture No.3 for Brass Ensemble (2003)
- Concert Overture No.4 for Brass Ensemble (2004)
- Concert Overture No.5 for Brass Ensemble (2005)
- Three Jazz Duets for Trumpet and Clarinet (2003)
- Trumpet Quartet (2003)
- Fanfare of Szekszárd for six Trumpets, Saxophone and Organ (2004)
- Brass Quintet No.1 (2005)
- Concertino for Trumpet, Trombone and Organ (2005)
- Methodic Duets (2005)
- Andante and Allegro for F-Horn, Saxophone and Piano (2006)
- Concert Overture No.6 for Concert Band (2006)
- Concertduets for Piccolotrumpet and Clarinet (2006)
- Concerto for Trumpet, Tuba, Piano, Strings and Percussions (2006)
- Dreams Concerto for Clarinet, Flute, Basson and Piano (2006)
- Easy Methodic Duets (2006)
- March for Wind Band No.2 (2006)
- Signal No.1 for Brass Quintet (2006)
- Signal No.2 for Brass Quintet (2006)
- Signal No.3 for Brass Quintet (2006)
- A little blues for trumpet and trombone (2007)
- Brass Quintet No.2 – Big city (2007)
- Clarinet Concerto No.2 for Clarinet, Cello and Harp (2008)
- Clarinet Quartet No.2 (2009)
- Concert Overture No.7 for Concert Band (2009)
- Népdalszvit No1 Kiszenekarra (2009)
- I. Szomorú dunántúli Dal
- II. Székely Panasz
- III. Keringő
- IV. Magyar Tánc
- V. A csitári hegyek alatt
- VI. Debreceni Altató
- VII. Rózsadal
- Népdalszvit No2 Kiszenekarra (2009)
- I. Tavaszi szél
- II. Erdő erdő, de magos a teteje
- III. Erdő, erdő, erdő
- IV. Madárka, madárka
- V. Csillagok, csillagok
- VI. Kicsi kecses lányom
- VII. Túrós
- Fanfare of Újfalu for Trumpet Choir and Piano (2010)
- Concert Overture No.8 for Concert Band (2011)
- Ode for 8 Trumpet, Strings, Piano and Percussion (2014)
- Pictures for Recorder, Violin, Cello and Piano (2014)
- Hangutazás a világ körül Kiszenekarra és ütőegyüttesre (2015)

### Nagyzenekariművek
- Symphony in a-minor (1997)
- Minimal for a Bozza-theme for small Symphonic Band (1998)
- Concerto for Concertband (2000)
- Universum Symphony (2000)
- Concert Overture No.1 (2001)
- Concert Overture No.2 (2002)
- Concert Overture No.3 (2003)
- Happy March for Wind Band No.1 (2003)
- Concert Overture No.4 (2004)
- Concert Overture No.5 (2005)
- Concert Overture No.6 (2006)
- Concert Overture No.7 (2009)
- March for Wind Band No.3 (2007)
- Concert Overture No.8 (2011)
- Dombovar March (2011) Dombóvár város hivatalos indulója

### Énekesművek
- Ave Maria for Voice and Organ (1996)
- Birds for female Voice and Piano (1997)
- Mass for 4 Soloists, mixed Choir, small Symphonic Orchestra and Organ (2000)
- Christmas Mass for Choir, Organ and Strings (2002)
- Ave Verum Corpus for mixed Choir – originally componated for male choir (2007)
- Three Hungarian Folksongs for mixed or male choir (2007)
- Three Hungarian Folksongs for Children Voice and Clarinet Quintet (2008)
- Debrecen Jazz Mass for four Soloists, Jazzcombo, Strings and Percussion (2010)
- Jazz Mass for Alto Solist, Choir, Jazzcombo and Big Band (2011)
- ÁLLATKERTI SÉTA – Prezentációs daljáték (2012)
- Bukovina-Suite (2012)
- Moldva-Suite (2013)
- Hajdú-Suite (2014)
- Négy évszak daljáték (2014)
- A ház – jazzopera (2015)
- Állatopera (2015)
- A HÉT VEZÉR Daljáték Kórusra és Kiszenekarra (2015) Készült a Nemzeti Kulturális Alap (NKA) támogatásával.
- Panelopera (2016)
- Utazás dalszvit (2016)

### Egyéb hangszeres művek
- Fantasie for Piano (1996)
- Tale for Cello and Strings (1999)
- Fantasie in f-minor for Organ and Strings (2001)
- Pictures for Guitar Quartet (2012)
- Webtourism for Guitar (2015)

### Dalok
- Anya dal
- Árva vagyok
- Álmodj
- Barátság
- Belezős horror
- Beteg dal
- Bunda banda
- Búcsú
- Cha for Elise
- Csajos dal
- Csak a buli
- Csak a jazz
- Denaturált szex
- Drogellenes dal
- Eljött a jövő
- Emlék
- Evidens dal
- Eső dal
- Élet dal
- Életút
- Feketefehér
- Festett bab és buborék
- Funkynator
- Gagyi vagy
- Hallucinacionalista
- Három
- Hinta palinta
- Holnap
- Jazzoo
- Játék
- Kamaszkutya
- Karácsonyi dal
- Képzelet
- Kezdet
- Latinator
- Leértékelt sztár
- Lélekbúvár
- Lisa’s song
- Lobogók
- Lopott pasi, lopott nő
- Májkrém
- Megdobban a szív
- Miszter miniszter
- Mindig
- Nelli’s song
- Ne lopd a napot
- Neurópa
- Névadó dal
- Nőcsábász és férficsábász
- Önkont-troll
- Öreg görény
- Pesti prosti
- Popsibuksi
- Recept
- Rohanj!
- Rohanó világ
- Sext on the Beach
- Sofi's song
- Szabadság
- Szeret-kezem, ölel-kezem
- Szúnyog dal
- Távolság
- Tej dal
- Te írd meg a dalod
- Többé nem
- Vakáció
- Valahol
- Vár az út
- Városi dal
- Wampírók
- Zene